# Die Wildwest-Witwe
Die Wildwest-Witwe ist eine US-amerikanische Westernkomödie aus dem Jahr 1947 von Charles Barton mit dem Komiker-Duo Abbott und Costello. Der Film wurde von Universal-International Pictures produziert und basiert auf der Kurzgeschichte The Wistful Widow of Wagon Gap von William Bowers und D. D. Beauchamp.

## Handlung
Die Handelsreisenden Duke Eagan und Chester Wooley machen auf ihrem Weg nach Kalifornien am Rande der Stadt Wagon Gap in Montana Halt. Obwohl ihr Postkutschenfahrer sie vor der Gesetzlosigkeit der Stadt warnt, begeben sich die beiden nach Wagon Gap, wo ihr Musterkoffer schnell gestohlen wird. Als Chester in der Hoffnung, den Dieb aufzuhalten, mit seiner Waffe in die Luft schießt, fällt der Stadtsäufer Red Hawkins vom Dach des Saloons „Roundup“ und stirbt. Während die meisten Stadtbewohner Chesters Treffsicherheit loben, verlangt Jim Simpson, dass Duke und Chester des Mordes angeklagt werden. Als Richter Benbow, der örtliche Magistrat, sich weigert, die beiden Handelsreisenden anzuklagen, überrascht der korrupte Kneipenbesitzer Jake Frame alle, indem er einen Lynchmob bildet. Duke und Chester werden jedoch von Jim und seinem Bürgerkomitee gerettet, die darauf bestehen, dass den beiden ein fairer Prozess zuteilwird. Stattdessen werden die beiden vor einem Scheingericht angeklagt und sehen dem sicheren Tod entgegen, bis Jim auf das Duellgesetz von Montana hinweist, das alle familiären und finanziellen Verpflichtungen des Verstorbenen dem Überlebenden zuweist.
Die beiden Verkäufer werden zur Hawkins-Farm gebracht, wo die anmaßende Witwe Hawkins schnell Pläne schmiedet, Chester zu heiraten, in der Hoffnung, dass er ihr und ihren Kindern dauerhaft den Lebensunterhalt sichern wird. Nachdem Chester die Avancen der Witwe zurückgewiesen hat, ist er gezwungen, den ganzen Tag verschiedene Arbeiten auf der Farm zu erledigen und die ganze Nacht im „Roundup“ zu arbeiten, um Reds Schulden bei Jake zu begleichen. Bald darauf beginnen Jake und die Witwe Hawkins, über Chesters Arbeitszeiten zu streiten, also spielen die beiden zusammen mit Duke eine einzige Runde Poker um die Schulden des Verkäufers, die die Witwe gewinnt. Chester wird beinahe erschossen, als er von Witwe Hawkins angewiesen wird, Juanita, ihre schöne älteste Tochter, von der Bühne des „Roundup“ zu entfernen, aber der mit dem Mord beauftragte Schütze, der Angst hat, wie Chester zu enden, weigert sich, abzudrücken. Da jeder Mann in der Stadt Angst hat, ihn auch nur zu berühren, wird Chester zum Sheriff von Wagon Gap ernannt. Anstatt eine Waffe zu benutzen, konfrontiert er die örtlichen Raufbolde mit einem Bild seiner neuen Familie. Bald kommandiert Chester jeden in der Stadt herum, einschließlich Duke und der Witwe.
Unzufrieden mit der Wendung seines Schicksals erzählt Duke Benbow, dass die Eisenbahn plant, ihre Gleise durch das Grundstück von Witwe Hawkins zu führen, was sie zu einer wohlhabenden und begehrten Frau machen würde. In der Zwischenzeit schmieden Jake und seine Männer Pläne, die nächste Goldlieferung auszurauben, nachdem Duke und Chester fälschlicherweise das richtige Datum genannt haben. Als die beiden Verkäufer von ihrem Fehler erfahren, machen sie sich auf den Weg zum Deadman’s Pass, um die Postkutsche abzufangen. Da Chester jedoch sein Bild von der Witwe und ihren Verwandten verloren hat, stimmt er Dukes Plan zu, stattdessen nach Kalifornien zu fahren. Die Witwe Hawkins verfolgt die beiden Verkäufer jedoch, wodurch Chester versehentlich den Postkutschenraub verhindert. Dann macht er sich auf den Weg zurück nach Wagon Gap, um Jake und seine Bande festzunehmen, ohne zu wissen, dass sie alle vorhaben, ihn zu erschießen, in der Hoffnung, das Eisenbahngeld der Witwe zu erben. Die folgende Schießerei wird gestoppt, als die einheimischen Frauen zusammen mit einem verkleideten Chester Jakes Bande angreifen, was zur Festnahme des korrupten Saloonbesitzers führt. Jake gesteht schließlich, Red getötet zu haben, wodurch Chester rehabilitiert ist. Die beiden Verkäufer planen, nach Kalifornien zu fahren, nur um zu erfahren, dass die Eisenbahn tatsächlich angeboten hat, die Hawkins-Farm zu kaufen.

## Hintergrund
Gedreht wurde der Film von Ende April bis Anfang Juni 1947.
Patricia Alphin war ursprünglich für die Rolle der Juanita Hawkins vorgesehen, erlitt jedoch während der Produktion eine Entzündung ihres Blinddarms und wurde durch Audrey Young ersetzt.
Associate Producer Sebastian Cristillo war der Vater von Lou Costello, während Dialogregisseur Norman Abbott der Neffe von Bud Abbott war.
Laut Interviews in modernen Quellen schrieben Beauchamp und Bowers die Story mit James Stewart im Hinterkopf. Als Universal die Geschichte kaufte, besetzten sie stattdessen das Komikerteam Bud Abbott und Lou Costello.
Bernard Herzbrun und Gabriel Scognamillo oblag die künstlerische Leitung. Russell A. Gausman und Charles Wyrick waren für das Szenenbild zuständig, Rosemary Odell für die Kostüme, Bud Westmore für das Maskenbild.

## Veröffentlichung
Die Premiere des Films fand am 29. September 1947 statt. In Österreich kam er am 1. September 1950 in die Kinos.

## Kritiken
Der Filmkritiken-Aggregator Rotten Tomatoes hat in einer Auswertung von über 250 User-Kritiken ein Publikumsergebnis von 52 Prozent positiver Bewertungen ermittelt.
Moira Walsh lobte den Film im America Magazine, in dem die bekannten Possen von Abbott und Costello durch ein Drehbuch, das eine ansprechende und konsequente Burleske des durchschnittlichen Westerns darstelle, neu belebt werden.
Der Kritiker des TV Guide befand, das es eine recht originelle Idee des Comedy-Teams sei, sich über Westernhelden lustig zu machen. Die Handlung sei gut, obwohl Bud und Lou sich zu sehr auf ihre üblichen Mätzchen verlassen.